# Муази
Муази (на френски: Rivière Moisie; на английски: Moisie River) е река в Източна Канада, източната част на провинция Квебек, ляв приток на река Сейнт Лорънс. Дължината ѝ от 410 км ѝ отрежда 89-о място сред реките на Канада.
Река Муази изтича от южния ъгъл на езерото Опокопа (на 527 м н.в.), разположено в непосредствена близост до границата с провинция Нюфаундленд и Лабрадор. Тече в южна посока с множество бързеи и прагове, които предоставят идеални условия за рафтинг на хилядите туристи през краткия летен сезон. Влива се отляво в естуара на река Сейнт Лорънс на 20 км източно от град Сет Ил.
Площта на водосборния басейн на Муази е 19 200 km2, което представлява 1,4% от водосборния басейн на река Сейнт Лорънс.
Основни притоци на Муази са реките – Ниписис и Каопачо (леви); Пеканс, Упетек и Джоузеф (десни).
Многогодишният среден дебит в устието на Муази е 490 m3/s, като максимумът е през месеците юни и юли, а минимумът през януари и февруари. От ноември до април реката замръзва.
Устието на реката е открито през лятото на 1535 г. от френския мореплавател Жак Картие по време на второто му плаване към бреговете на Канада.